# Adler (Schiff, 1938)
Die Adler war ein Frachtschiff, das 1938 von der Werft Lübecker Maschinenbau Gesellschaft in Lübeck für die Argo Reederei Richard Adler & Co. in Bremen gebaut wurde und nach 1945 unter verschiedenen Flaggen und Namen fuhr.
Schwesterschiff war die 1938 von den Nordseewerken Emden gebaute Habicht (1577 BRT), die 1939 von der Kriegsmarine requiriert und als Lotsenmutterschiff und als Wachschiff genutzt wurde. Etwas kleinere Halbschwestern waren die 1938 von der Howaldtswerke AG in Kiel gebauten Reiher (1304 BRT) und Schwan (1311 BRT).

## Geschichte
Als Adler von der Argo Reederei bestellt und vom Stapel gelassen, wurde das Schiff im Mai 1938 durch die Lübecker Maschinenbau Gesellschaft, Lübeck, fertiggestellt und 1939 von der Kriegsmarine beschlagnahmt. Die Kriegsmarine klassifizierte das Schiff 1942 als „Hilfsbeischiff“, nahm es aber zunächst nicht in Dienst. Erst am 14. August 1944 wurde das Schiff in Dienst gestellt und als Verwundetentransporter genutzt, wobei die Transportkapazität bei bis zu 450 Patienten lag. „Verwundetentransporter“ waren rechtlich gesehen keine Lazarettschiffe, d. h., sie wurden nicht international notifiziert oder mit dem roten Kreuz gekennzeichnet, und sie trugen Flugabwehrbewaffnung.
Bei Kriegsende im Mai 1945 wurde die Adler in Vordingborg/Dänemark vom britischen „Ministry of War Transport“ beschlagnahmt, am 7. August 1945 in Methil übergeben und als Empire Coningsby in Kingston upon Hull aufgelegt. 1946 wurde das Schiff an die niederländische Regierung übergeben und nach der Umbenennung in Margeta von der Reederei Wm. H. Müller & Co., Rotterdam, betrieben, welche das Schiff im folgenden Jahr kaufte und unter dem Namen Wickenburgh weiterbetrieb.
Im Jahr 1953 wurde die Wickenburgh zum Motorschiff umgerüstet. Zehn Jahre später kaufte es der Grieche F. C. Georgopoulos, der das Schiff Nissos Thassos taufte. Innerhalb Griechenlands wurde das Schiff dann 1970 an die Scandinavia-Baltic-Mediterranean Shipping Co. von Iacovos Emmanuel Marcozanis weiterverkauft und erhielt seinen letzten Namen Savilco. 1978 wurde die Savilco noch einmal ohne Eignerwechsel an die Pythagoras Cia. Nav. in Panama übertragen und bald danach in Perama bei Piräus aufgelegt.
Nach einer Liegezeit in Perama unternahm Marcozanis, der seinerzeit auch die „Pythagoras Maritime and Technical Schools“ betrieb, den Versuch, sie als Schulschiff in seine Akademie einzugliedern. Schwierigkeiten mit den Behörden verhinderten aber einen Ausbildungsbetrieb auf See, was schließlich ab 19. Juni 1984 zur Verschrottung des noch gut erhaltenen Schiffes führte.